# Chvalozpěv
Chvalozpěv, hymna či hymnus (starořecky ὕμνος hymnos – chvalozpěv) je lyrický literární žánr, druh ódy. Původně byli hymny opěvováni bohové a dodnes má charakter velebení, chvály. Básníci jím vždy vyjadřovali krásu, dobro, ušlechtilost, vznešené myšlenky. Hymnus je žánrem vysokého stylu, neboť autor oslavuje a velebí takový objekt, který je sám o sobě zárukou estetické kvality. Mezi poetickými formami má nejméně osobní charakter.

## Historie
Jeho vznik sahá až do starověké Indie a Egypta (Achnatonův Hymnus na Slunce). Později žánr obnovili rapsódové v antickém Řecku. I křesťanská církev postavila tento žánr do samého centra básnické tvorby. Nejznámějším hymnem křesťanské literatury je Píseň tvorstva (překládá se jako Píseň slunce), kterou vytvořil sv. František z Assisi. Chválí v ní všechno tvorstvo jako dokonalé dílo Pána a zároveň popisuje krásu přírody. Báseň se dodnes pokládá za první významné dílo italské poezie. Z vývojového hlediska je důležité, že z textu vyzařuje radost – přebytek kladných hodnot.

### Starověké Řecko
Hymnus byl starořecká píseň sólová nebo sborová oslavného charakteru a různého rozsahu, tématem byly nadosobní a vznešené hodnoty a jevy, jako je víra, život, vlast, lidstvo či příroda. Tato píseň byla především používána na oslavu boha nebo bohů a později i na počest některého z reků a jeho hrdinských činů. Ze stylistických prostředků se v hymnech často používaly zvolání (apostrofy) a výčty (enumerace).

## Křesťanské hymny
Původně byly křesťanské liturgické texty založeny na žalmech a jiných poetických pasážích z Bible. Často oslavují a chválí Ježíše Krista, nebo Boha a jeho stvořitelské dílo. Hymnem rozumíme oproti tomu strofickou skladbu složenou speciálně k liturgickým účelům, jejíž návaznost na biblické texty může být značně volná. V pravoslavné liturgii má významnou úlohu forma hymnu zvaná akafist s kondaky a tropary. Mezi slavné latinské hymny patří velikonoční hymnus Exultet , chvalozpěv Te Deum (nejasného autorství – připisovaný nejčastěji církevním otcům Ambrožovi nebo Augustinovi) a rovněž hymnus Gloria in excelsis Deo, jež se stal pevnou součástí mše. Velmi jednoduchou strukturu (v podstatě seřazených dvojverší) má ještě i hymnus Gloria,laus et honor Theodulfa z Orléans z 9. století. Velkou produkcí hymnů proslulo v devátém a desátém století opatství v St. Gallen a jeho autoři Tuotilo, Ratpert a Notker Balbulus. Zhruba ze stejné doby pochází slavný hymnus fuldského opata Hrabana Maura Veni creator Spiritus. Neméně významnými skladateli církevních hymnů Byli i Bernard z Clairvaux (hymnus Jesu dulcis memoria) a Tomáš Akvinský (nejslavnější hymny Adoro te devote a Pange lingua gloriosi corporis mysterium, Verbum supernum prodiens). Hymnus stupňovité melodie Ut queant laxis složený Guidonem z Arezza na den Narození Sv.Jana Křtitele se velmi proslavil v dějinách hudby, neboť jeho text poskytl podklad pro po staletí používanou solmizaci. Hymny je třeba rozlišovat od latinských biblických kantik, které bývají za ně někdy vydávány, i od sekvencí, které se jim podobají strofičností, ale mají podstatně jiný účel a bývají také delší.

## Chvalozpěv dnes
Tento žánr znovuobjevil anglický romantismus; Percy Bysshe Shelley napsal Hymnu na krásu inteligence. Emoce a silné city, charakteristické pro romantismus, lze dobře vyjádřit právě chvalozpěvem. V tomto období vznikly i národní hymny, které mají ceremoniální funkci a jsou součástí oslav státních svátků a jiných významných událostí. V moderní poezii skládal hymny s tematikou demokracie a svobody například americký básník Walt Whitman. V českých zemích patřili k významným autorům hymnů Otokar Březina (Stavitelé chrámu), S. K. Neumann (Nové zpěvy), Josef Hora (Zpěv rodné zemi) či Jan Zahradníček (Pozdravení slunci).

### Druhy moderních hymen
Hymny dnes obvykle představují slavnostní píseň nebo krátkou hudební skladbu, tvořící jeden z možných symbolů státu (státní hymna), národa (národní hymna), mezinárodní organizace jako například Evropská unie (Instrumentální verze Ódy na radost) nebo Organizace spojených národů (neoficiální nebo Africká unie], politického hnutí, sportovní organizace nebo jiné organizované lidské skupiny nebo hnutí (například skautská, trampská, olympijská hymna, revoluční (Internacionála) apod. Královská hymna je vlastenecká píseň, podobně jako národní hymna, avšak svým textem obzvláště oslavující konkrétního monarchu nebo panovnický rod. Sportovní hymna je oslavná píseň nebo skladba sportovních klubů. Často je hrána po úspěšném zápasu jako oslavná píseň. Tyto hymny se také objevují pod názvem chorál. Mezi světoznámé písně tohoto typu patří například píseň We Are the Champions skupiny Queen nebo oficiální hymna Ligy mistrů. Speciální hymnou tohoto typu je také olympijská hymna.